# Greatest Hits (альбом Roxy Music)
Greatest Hits (с англ. — «Величайшие хиты») — первый сборник британской рок-группы Roxy Music, изданный лейблом Atco Records в ноябре 1977 года.

## Об альбоме
Материал сборника состоит из песен четырёх альбомов, выпущенных группой до 1976 года. 
Greatest Hits в основном содержит композиции альбомов For Your Pleasure, Stranded, Country Life и Siren, ни одна из песен дебютного альбома Roxy Music не присутствовала в сборнике.
Песни «Pyjamarama» и «Virginia Plain» не входили ни в один из альбомов Roxy Music, они были выпущены в качестве отдельных синглов, но были включены в Greatest Hits. 
Версия песни «The Thrill of It All» была сокращена до 4:20, сам альбом никогда не издавался на дисках.
В Британии сборник занял двадцатое место в чарте.
Продюсерами альбома выступили сами Roxy Music, Крис Томас, Джон Пантер, Питер Синфилд и Джон Энтони.
Дэйв Томпсон из AllMusic положительно оценил диск, отметив разумный подбор композиций для сборника, куда вошли хиты коллектива: «Do the Strand», любимая мелодия американских радиостанций, пульсирующая «Editions of You» и многое другое. Исключением стал «Both Ends Burning», не попавший в компиляцию. Наиболее ценными здесь, по мнению обозревателя, являются «Virginia Plain», появившаяся на американском издании дебютного альбома Roxy Music, а также «Pyjamarama». Как считает критик, Greatest Hits представляет собой шикарную коллекцию.

## Список композиций

### Сторона 1
| №  | Название            | Автор(ы)             | Примечания                                | Длительность |
| -- | ------------------- | -------------------- | ----------------------------------------- | ------------ |
| 1. | «Virginia Plain»    | Брайан Ферри         | Песня издавалась только в качестве сингла | 2:55         |
| 2. | «Do the Strand»     | Ферри                | For Your Pleasure                         | 4:00         |
| 3. | «All I Want Is You» | Ферри                | Country Life                              | 2:53         |
| 4. | «Out of the Blue»   | Ферри, Фил Манзанера | Country Life                              | 4:42         |
| 5. | «Pyjamarama»        | Ферри                | Песня издавалась только в качестве сингла | 2:50         |
| 6. | «Editions of You»   | Ферри                | For Your Pleasure                         | 3:45         |

### Сторона 2
| №  | Название               | Автор(ы)           | Примечания   | Длительность |
| -- | ---------------------- | ------------------ | ------------ | ------------ |
| 1. | «Love Is the Drug»     | Ферри, Энди Маккей | Siren        | 4:05         |
| 2. | «Mother of Pearl»      | Ферри              | Stranded     | 6:45         |
| 3. | «A Song for Europe»    | Ферри, Маккей      | Stranded     | 5:45         |
| 4. | «The Thrill of It All» | Ферри              | Country Life | 4:20         |
| 5. | «Street Life»          | Ферри              | Stranded     | 3:21         |

## Участники записи
Roxy Music:
- Брайан Ферри — вокал, клавишные
- Брайан Ино — клавишные, бэк-вокал (песни 1-2, 5-6 на стороне 1)
- Эдди Джобсон — клавишные, скрипка (песни 3-4 на стороне 1, и в остальных на стороне 2)
- Энди Маккей — гобой, саксофон
- Фил Манзанера — электрическая гитара
- Пол Томпсон — ударные

Другие участники:
- Джон Густафсон — бас-гитара
- Рик Кентон — бас-гитара (в песне «Virginia Plain»)
- Джон Портер — бас-гитара (в песнях «Pyjamarama» и «Do the Strand»)

## Сертификации
| Регион                                                      | Сертификация | Продажи  |
| ----------------------------------------------------------- | ------------ | -------- |
| Великобритания (BPI)                                        | Золотой      | 100 000^ |
| ^ Данные о тиражах приведены только на основе сертификации. |              |          |